# Naturschutzgebiet Heidmecke
Das Naturschutzgebiet Heidmecke mit einer Größe von 6 ha liegt südlich von Altastenberg im Stadtgebiet von Schmallenberg. Das Gebiet wurde 2008 mit dem Landschaftsplan Schmallenberg Südost durch den Hochsauerlandkreis als Naturschutzgebiet (NSG) ausgewiesen. Die NSG-Nordgrenze reicht an einer Stelle bis an die Stadtgrenze von Winterberg.

## Gebietsbeschreibung
Beim NSG handelt es sich um ein Grünlandgebiet in Tal- und Hanglage. Im Grünland kommen Mager- und Feuchtgrünland vor. Es gibt kleine Quellsümpfe. 

## Pflanzenarten im NSG
Im NSG kommen seltene Tier- und Pflanzenarten vor. Vom Landesamt für Natur, Umwelt und Verbraucherschutz Nordrhein-Westfalen dokumentierter Pflanzenarten: Acker-Witwenblume, Ährige Teufelskralle, Berg-Platterbse, Blutwurz, Borstgras, Breitblättriger Thymian, Dreizahn, Echtes Springkraut, Feld-Hainsimse, Flatter-Binse, Färber-Ginster, Geflecktes Johanniskraut, Geflecktes Knabenkraut, Gegenblättriges Milzkraut, Gelb-Segge, Gewöhnliches Ruchgras, Gras-Sternmiere, Großer Wiesenknopf, Harzer Labkraut, Hasenpfoten-Segge, Kleiner Baldrian, Kuckucks-Lichtnelke, Magerwiesen-Margerite, Mittleres Hexenkraut, Rippenfarn, Rotes Straußgras, Rot-Schwingel, Rundblättrige Glockenblume, Schlangen-Knöterich, Spitzblütige Binse, Spitzlappiger Frauenmantel, Stern-Segge, Sumpf-Dotterblume, Sumpf-Pippau, Sumpf-Veilchen, Teich-Schachtelhalm, Vielblütige Hainsimse, Wald-Ehrenpreis, Wiesen-Flockenblume und Wolliges Honiggras.

## Schutzzweck
Das NSG soll das Grünlandgebiet mit Arteninventar schützen.
Wie bei allen Naturschutzgebieten in Deutschland wurde in der Schutzausweisung darauf hingewiesen, dass das Gebiet „wegen der Seltenheit, besonderen Eigenart und Schönheit des Gebietes“ zum Naturschutzgebiet wurde.